# Epica/Diskografie
Diese Diskografie ist eine Übersicht über die musikalischen Werke der niederländischen Symphonic-Metal-Band Epica. Sie besteht zurzeit aus der Sängerin Simone Simons, den zwei Gitarristen Mark Jansen und Isaac Delahaye, dem Bassisten Rob van der Loo, dem Keyboarder Coen Janssen sowie dem Schlagzeuger Ariën van Weesenbeek.

## Alben

### Studioalben
| Jahr | Titel Musiklabel                          | Höchstplatzierung, Gesamtwochen, AuszeichnungChartplatzierungen (Jahr, Titel, Musiklabel, Platzierungen, Wochen, Auszeichnungen, Anmerkungen) | Höchstplatzierung, Gesamtwochen, AuszeichnungChartplatzierungen (Jahr, Titel, Musiklabel, Platzierungen, Wochen, Auszeichnungen, Anmerkungen) | Höchstplatzierung, Gesamtwochen, AuszeichnungChartplatzierungen (Jahr, Titel, Musiklabel, Platzierungen, Wochen, Auszeichnungen, Anmerkungen) | Höchstplatzierung, Gesamtwochen, AuszeichnungChartplatzierungen (Jahr, Titel, Musiklabel, Platzierungen, Wochen, Auszeichnungen, Anmerkungen) | Höchstplatzierung, Gesamtwochen, AuszeichnungChartplatzierungen (Jahr, Titel, Musiklabel, Platzierungen, Wochen, Auszeichnungen, Anmerkungen) | Höchstplatzierung, Gesamtwochen, AuszeichnungChartplatzierungen (Jahr, Titel, Musiklabel, Platzierungen, Wochen, Auszeichnungen, Anmerkungen) | Anmerkungen                              |
| Jahr | Titel Musiklabel                          | DE | AT | CH | UK | US | NL | Anmerkungen                              |
| ---- | ----------------------------------------- | --- | --- | --- | --- | --- | --- | ---------------------------------------- |
| 2003 | The Phantom Agony Transmission Records    | — | — | — | — | — | NL8 (6 Wo.)NL | Erstveröffentlichung: 5. Juni 2003       |
| 2005 | Consign to Oblivion Transmission Records  | — | — | — | — | — | NL12 (8 Wo.)NL | Erstveröffentlichung: 21. April 2005     |
| 2007 | The Divine Conspiracy Nuclear Blast       | DE41 (1 Wo.)DE | — | CH29 (4 Wo.)CH | — | — | NL9 (5 Wo.)NL | Erstveröffentlichung: 7. September 2007  |
| 2009 | Design Your Universe Nuclear Blast        | DE37 (2 Wo.)DE | AT70 (1 Wo.)AT | CH27 (3 Wo.)CH | — | — | NL8 (6 Wo.)NL | Erstveröffentlichung: 16. Oktober 2009   |
| 2012 | Requiem for the Indifferent Nuclear Blast | DE26 (2 Wo.)DE | AT33 (1 Wo.)AT | CH14 (4 Wo.)CH | — | US105 (1 Wo.)US | NL12 (6 Wo.)NL | Erstveröffentlichung: 9. März 2012       |
| 2014 | The Quantum Enigma Nuclear Blast          | DE11 (3 Wo.)DE | AT30 (1 Wo.)AT | CH17 (4 Wo.)CH | UK53 (1 Wo.)UK | US110 (1 Wo.)US | NL4 (5 Wo.)NL | Erstveröffentlichung: 2. Mai 2014        |
| 2016 | The Holographic Principle Nuclear Blast   | DE9 (3 Wo.)DE | AT21 (1 Wo.)AT | CH8 (3 Wo.)CH | UK46 (1 Wo.)UK | US139 (1 Wo.)US | NL4 (2 Wo.)NL | Erstveröffentlichung: 30. September 2016 |
| 2021 | Omega Nuclear Blast                       | DE4 (3 Wo.)DE | AT15 (1 Wo.)AT | CH5 (4 Wo.)CH | UK73 (1 Wo.)UK | — | NL7 (2 Wo.)NL | Erstveröffentlichung: 26. Februar 2021   |
| 2025 | Aspiral Nuclear Blast                     | DE5 (1 Wo.)DE | AT8 (1 Wo.)AT | CH7 (1 Wo.)CH | — | — | NL2 (1 Wo.)NL | Erstveröffentlichung: 11. April 2025     |

### Livealben
| Jahr | Titel Musiklabel                                                  | Höchstplatzierung, Gesamtwochen, AuszeichnungChartplatzierungen (Jahr, Titel, Musiklabel, Platzierungen, Wochen, Auszeichnungen, Anmerkungen) | Höchstplatzierung, Gesamtwochen, AuszeichnungChartplatzierungen (Jahr, Titel, Musiklabel, Platzierungen, Wochen, Auszeichnungen, Anmerkungen) | Höchstplatzierung, Gesamtwochen, AuszeichnungChartplatzierungen (Jahr, Titel, Musiklabel, Platzierungen, Wochen, Auszeichnungen, Anmerkungen) | Höchstplatzierung, Gesamtwochen, AuszeichnungChartplatzierungen (Jahr, Titel, Musiklabel, Platzierungen, Wochen, Auszeichnungen, Anmerkungen) | Höchstplatzierung, Gesamtwochen, AuszeichnungChartplatzierungen (Jahr, Titel, Musiklabel, Platzierungen, Wochen, Auszeichnungen, Anmerkungen) | Höchstplatzierung, Gesamtwochen, AuszeichnungChartplatzierungen (Jahr, Titel, Musiklabel, Platzierungen, Wochen, Auszeichnungen, Anmerkungen) | Anmerkungen                             |
| Jahr | Titel Musiklabel                                                  | DE | AT | CH | UK | US | NL | Anmerkungen                             |
| ---- | ----------------------------------------------------------------- | --- | --- | --- | --- | --- | --- | --------------------------------------- |
| 2004 | We Will Take You with Us Transmission Records                     | — | — | — | — | — | NL62 (3 Wo.)NL | Erstveröffentlichung: September 2004    |
| 2009 | The Classical Conspiracy – Live in Miskolc, Hungary Nuclear Blast | DE87 (1 Wo.)DE | — | CH81 (1 Wo.)CH | — | — | NL23 (4 Wo.)NL | Erstveröffentlichung: 8. Mai 2009       |
| 2013 | Retrospect – 10th Anniversary Nuclear Blast                       | DE46 (1 Wo.)DE | — | — | — | — | NL7 (2 Wo.)NL | Erstveröffentlichung: 8. November 2013  |
| 2021 | Omega Alive Nuclear Blast                                         | DE26 (1 Wo.)DE | — | CH41 (1 Wo.)CH | — | — | NL56 (1 Wo.)NL | Erstveröffentlichung: 2. Dezember 2021  |
| 2022 | Live at Paradiso Nuclear Blast                                    | DE91 (1 Wo.)DE | — | — | — | — | — | Erstveröffentlichung: 2. September 2022 |

### Kompilationen
| Jahr | Titel Musiklabel                                          | Höchstplatzierung, Gesamtwochen, AuszeichnungChartplatzierungen (Jahr, Titel, Musiklabel, Platzierungen, Wochen, Auszeichnungen, Anmerkungen) | Höchstplatzierung, Gesamtwochen, AuszeichnungChartplatzierungen (Jahr, Titel, Musiklabel, Platzierungen, Wochen, Auszeichnungen, Anmerkungen) | Höchstplatzierung, Gesamtwochen, AuszeichnungChartplatzierungen (Jahr, Titel, Musiklabel, Platzierungen, Wochen, Auszeichnungen, Anmerkungen) | Höchstplatzierung, Gesamtwochen, AuszeichnungChartplatzierungen (Jahr, Titel, Musiklabel, Platzierungen, Wochen, Auszeichnungen, Anmerkungen) | Höchstplatzierung, Gesamtwochen, AuszeichnungChartplatzierungen (Jahr, Titel, Musiklabel, Platzierungen, Wochen, Auszeichnungen, Anmerkungen) | Höchstplatzierung, Gesamtwochen, AuszeichnungChartplatzierungen (Jahr, Titel, Musiklabel, Platzierungen, Wochen, Auszeichnungen, Anmerkungen) | Anmerkungen                             |
| Jahr | Titel Musiklabel                                          | DE | AT | CH | UK | US | NL | Anmerkungen                             |
| ---- | --------------------------------------------------------- | --- | --- | --- | --- | --- | --- | --------------------------------------- |
| 2006 | The Road to Paradiso Transmission Records                 | — | — | — | — | — | NL46 (2 Wo.)NL | Erstveröffentlichung: 8. Mai 2006       |
| 2022 | We Still Take You with Us – The Early Years Nuclear Blast | DE25 (1 Wo.)DE | — | CH30 (1 Wo.)CH | — | — | — | Erstveröffentlichung: 2. September 2022 |

Weitere Kompilationen
- 2013: Best Of
- 2020: The Quantum Enigma (B-Sides)

### Soundtracks
| Jahr | Titel                       | Höchstplatzierung, Gesamtwochen, AuszeichnungChartplatzierungen (Jahr, Titel, Platzierungen, Wochen, Auszeichnungen, Anmerkungen) | Höchstplatzierung, Gesamtwochen, AuszeichnungChartplatzierungen (Jahr, Titel, Platzierungen, Wochen, Auszeichnungen, Anmerkungen) | Höchstplatzierung, Gesamtwochen, AuszeichnungChartplatzierungen (Jahr, Titel, Platzierungen, Wochen, Auszeichnungen, Anmerkungen) | Höchstplatzierung, Gesamtwochen, AuszeichnungChartplatzierungen (Jahr, Titel, Platzierungen, Wochen, Auszeichnungen, Anmerkungen) | Höchstplatzierung, Gesamtwochen, AuszeichnungChartplatzierungen (Jahr, Titel, Platzierungen, Wochen, Auszeichnungen, Anmerkungen) | Höchstplatzierung, Gesamtwochen, AuszeichnungChartplatzierungen (Jahr, Titel, Platzierungen, Wochen, Auszeichnungen, Anmerkungen) | Anmerkungen                             |
| Jahr | Titel                       | DE | AT | CH | UK | US | NL | Anmerkungen                             |
| ---- | --------------------------- | --- | --- | --- | --- | --- | --- | --------------------------------------- |
| 2005 | The Score – An Epic Journey | — | — | — | — | — | NL54 (3 Wo.)NL | Erstveröffentlichung: 8. September 2005 |

Weitere Soundtracks
- 2017: The Score 2.0 – An Epic Journey

### EPs
| Jahr | Titel                           | Höchstplatzierung, Gesamtwochen, AuszeichnungChartplatzierungen (Jahr, Titel, Platzierungen, Wochen, Auszeichnungen, Anmerkungen) | Höchstplatzierung, Gesamtwochen, AuszeichnungChartplatzierungen (Jahr, Titel, Platzierungen, Wochen, Auszeichnungen, Anmerkungen) | Höchstplatzierung, Gesamtwochen, AuszeichnungChartplatzierungen (Jahr, Titel, Platzierungen, Wochen, Auszeichnungen, Anmerkungen) | Höchstplatzierung, Gesamtwochen, AuszeichnungChartplatzierungen (Jahr, Titel, Platzierungen, Wochen, Auszeichnungen, Anmerkungen) | Höchstplatzierung, Gesamtwochen, AuszeichnungChartplatzierungen (Jahr, Titel, Platzierungen, Wochen, Auszeichnungen, Anmerkungen) | Höchstplatzierung, Gesamtwochen, AuszeichnungChartplatzierungen (Jahr, Titel, Platzierungen, Wochen, Auszeichnungen, Anmerkungen) | Anmerkungen                                                              |
| Jahr | Titel                           | DE | AT | CH | UK | US | NL | Anmerkungen                                                              |
| ---- | ------------------------------- | --- | --- | --- | --- | --- | --- | ------------------------------------------------------------------------ |
| 2017 | The Solace System               | DE60 (1 Wo.)DE | AT71 (1 Wo.)AT | CH45 (1 Wo.)CH | — | — | — | Erstveröffentlichung: 1. September 2017                                  |
| 2018 | Epica vs. Attack on Titan Songs | DE48 (1 Wo.)DE | AT53 (1 Wo.)AT | CH15 (2 Wo.)CH | — | — | — | Erstveröffentlichung: 20. Dezember 2017 in Japan, 20. Juli 2018 weltweit |
| 2022 | The Alchemy Project             | DE39 (1 Wo.)DE | AT60 (1 Wo.)AT | CH35 (1 Wo.)CH | — | — | — | Erstveröffentlichung: 11. November 2022                                  |

## Singles
- 2003: The Phantom Agony
- 2004: Feint
- 2004: Cry for the Moon
- 2005: Solitary Ground
- 2005: Quietus (Silent Reverie)
- 2007: Never Enough
- 2008: Chasing the Dragon
- 2009: Unleashed
- 2009: Martyr of the Free World
- 2010: This is the Time
- 2012: Storm the Sorrow
- 2012: Forevermore
- 2014: The Essence of Silence
- 2014: Unchain Utopia
- 2016: Universal Death Squad
- 2016: Edge of the Blade
- 2017: The Solace System
- 2017: Immortal Melancholy
- 2018: Crimson Bow and Arrow
- 2018: If Inside These Walls Was a House
- 2019: Kingdom of Heaven
- 2020: Abyss of Time
- 2020: Freedom

## Videoalben
| Jahr | Titel       | Höchstplatzierung, Gesamtwochen, AuszeichnungChartplatzierungen (Jahr, Titel, Platzierungen, Wochen, Auszeichnungen, Anmerkungen) | Höchstplatzierung, Gesamtwochen, AuszeichnungChartplatzierungen (Jahr, Titel, Platzierungen, Wochen, Auszeichnungen, Anmerkungen) | Höchstplatzierung, Gesamtwochen, AuszeichnungChartplatzierungen (Jahr, Titel, Platzierungen, Wochen, Auszeichnungen, Anmerkungen) | Höchstplatzierung, Gesamtwochen, AuszeichnungChartplatzierungen (Jahr, Titel, Platzierungen, Wochen, Auszeichnungen, Anmerkungen) | Höchstplatzierung, Gesamtwochen, AuszeichnungChartplatzierungen (Jahr, Titel, Platzierungen, Wochen, Auszeichnungen, Anmerkungen) | Höchstplatzierung, Gesamtwochen, AuszeichnungChartplatzierungen (Jahr, Titel, Platzierungen, Wochen, Auszeichnungen, Anmerkungen) | Anmerkungen                            |
| Jahr | Titel       | DE | AT | CH | UK | US | NL | Anmerkungen                            |
| ---- | ----------- | --- | --- | --- | --- | --- | --- | -------------------------------------- |
| 2021 | Omega Alive | — | — | — | UK12 (5 Wo.)UK | — | — | Erstveröffentlichung: 3. Dezember 2021 |

## Musikvideos
| Jahr | Titel                                      | Videoart   | Album                               |
| ---- | ------------------------------------------ | ---------- | ----------------------------------- |
| 2003 | The Phantom Agony                          | Musikvideo | The Phantom Agony                   |
| 2004 | Feint                                      | Musikvideo | The Phantom Agony                   |
| 2005 | Solitary Ground                            | Musikvideo | Consign to Oblivion                 |
| 2005 | Quietus                                    | Musikvideo | Consign to Oblivion                 |
| 2007 | Never Enough                               | Musikvideo | The Divine Conspiracy               |
| 2009 | Unleashed                                  | Musikvideo | Design Your Universe                |
| 2010 | This is the Time                           | Musikvideo | —                                   |
| 2012 | Storm the Sorrow                           | Musikvideo | Requiem for the Indifferent         |
| 2012 | Forevermore (Ruud Woltring feat. Epica)    | Musikvideo | —                                   |
| 2014 | The Essence of Silence                     | Lyricvideo | The Quantum Enigma                  |
| 2014 | Unchain Utopia                             | Lyricvideo | The Quantum Enigma                  |
| 2014 | Victims of Contingency                     | Musikvideo | The Quantum Enigma                  |
| 2015 | The Obsessive Devotion                     | Livevideo  | The Divine Conspiracy               |
| 2015 | The Essence of Silence                     | Livevideo  | The Quantum Enigma                  |
| 2015 | Unchain Utopia                             | Livevideo  | The Quantum Enigma                  |
| 2016 | Universal Death Squad                      | Lyricvideo | The Holographic Principle           |
| 2016 | Edge of the Blade                          | Musikvideo | The Holographic Principle           |
| 2016 | Ascension — Dream State Armageddon         | Lyricvideo | The Holographic Principle           |
| 2017 | Beyond the Matrix                          | Musikvideo | The Holographic Principle           |
| 2017 | Dancing in a Hurricane                     | Livevideo  | The Holographic Principle           |
| 2017 | The Solace System                          | Musikvideo | The Solace System                   |
| 2017 | Consign to Oblivion                        | Livevideo  | Consign to Oblivion                 |
| 2017 | Immortal Melancholy                        | Musikvideo | The Solace System                   |
| 2018 | Decoded Poetry                             | Musikvideo | The Solace System                   |
| 2018 | Universal Love Squad                       | Musikvideo | The Holographic Principle           |
| 2018 | Sacred & Wild (Powerwolf Cover)            | Lyricvideo | Communio Luporum                    |
| 2019 | Kingdom of Heaven                          | Lyricvideo | Design Your Universe (Gold Edition) |
| 2019 | Martyr of the Free Word (Acoustic Version) | Musikvideo | Design Your Universe (Gold Edition) |
| 2020 | Abyss of Time                              | Musikvideo | Omega                               |
| 2020 | Freedom                                    | Musikvideo | Omega                               |

## Statistik

### Chartauswertung
|                     | DE     | AT    | CH     | UK    | US    | NL     |
| ------------------- | ------ | ----- | ------ | ----- | ----- | ------ |
| Nummer-eins-Alben   | DE—DE  | AT—AT | CH—CH  | UK—UK | US—US | NL—NL  |
| Top-10-Alben        | DE3DE  | AT1AT | CH4CH  | UK—UK | US—US | NL8NL  |
| Alben in den Charts | DE13DE | AT9AT | CH15CH | UK3UK | US3US | NL15NL |

|                          | DE    | AT    | CH    | UK    | US    | NL    |
| ------------------------ | ----- | ----- | ----- | ----- | ----- | ----- |
| Nummer-eins-Videoalben   | DE—DE | AT—AT | CH—CH | UK—UK | US—US | NL—NL |
| Top-10-Videoalben        | DE—DE | AT—AT | CH—CH | UK—UK | US—US | NL—NL |
| Videoalben in den Charts | DE—DE | AT—AT | CH—CH | UK1UK | US—US | NL—NL |